# Xtep
Xtep International Holdings Limited, (SEHK: 1368), (En chino: 特步; pinyin:Tèbù) es una empresa con sede en Quanzhou, Fujian, china de fabricación de implementos deportivos que fue fundada en 1999. La compañía cotiza en la bolsa de Hong Kong desde 2008.

## Historia
El 18 de enero de 2010, Xtep dio a conocer por medio de un comunicado de prensa, que habían conseguido un acuerdo para patrocinar por cinco años al club inglés Birmingham City Football Club de la Premier League. El vicepresidente del Birmingham Peter Pannu, elogió el acuerdo como "el mayor patrocinio que el club ha adquirido" y afirmó que "Xtep son grandes jugadores en el mercado de ropa deportiva en China y esta asociación se ampliaría a la marca FC Birmingham City en el Lejano Oriente." Sin embargo, el 29 de junio de 2012 Birmingham City anunció que desecharon el contrato de cinco años.

El 22 de julio de 2010, Xtep anunció un acuerdo de patrocinio por cinco años con el Villarreal Club de Fútbol de la liga española.

## Patrocinios

### Fútbol

#### Equipos patrocinados
Egipto
- Al-Ittihad Alexandria Club - (2019-2022)

 Arabia Saudita
- Al-Ahli Saudi Football Club - (2020-2021)
- Al-Shabab

 España
- Villarreal Club de Fútbol - (2011-2016)

 Malasia
- Perlis F.A. - (2014-2015)

 Hong Kong
- Hong Kong Rangers FC - (2012-Presente)

#### Historial de equipos patrocinados
Inglaterra
- Birmingham City (2010-2012)